# Dominion (gioco)
Dominion è un gioco di carte creato da Donald X. Vaccarino pubblicato dalla Rio Grande Games nel 2008, successivamente tradotto e distribuito in diverse lingue, italiano compreso; in Italia il gioco è distribuito dalla Stupor Mundi, una branca della Giochi Uniti.
In poco tempo Dominion ha scalato la classifica internazionale di BoardGameGeek e nel 2009 ha vinto lo Spiel des Jahres e il Deutscher Spiele Preis, prestigiosi riconoscimenti tedeschi riservati ai giochi da tavolo.

## Ambientazione
Il gioco mette i giocatori nei panni del monarca di un piccolo regno desideroso di ampliare i propri possedimenti e la propria ricchezza.
Partendo con poche monete e con qualche proprietà (che costituiscono il proprio mazzo iniziale), i giocatori dovranno adoperarsi al meglio per sfruttare ciò che possiedono e acquistare nuovi tesori, province e personaggi del regno. Al termine del gioco, solo il monarca con il maggior numero di Punti Vittoria nel proprio dominio sarà il vincitore.

## Svolgimento del gioco
La scatola contiene:
- 500 carte:
  - 130 carte Tesoro
    - 60 carte Rame
    - 40 carte Argento
    - 30 carte Oro

  - 48 carte Vittoria
    - 24 carte Tenute
    - 12 carte Ducato
    - 12 carte Provincia

  - 252 carte Regno (12 Giardini e 10 per ciascuna delle rimanenti 24 carte)
    - 12 Giardini

  - 30 carte Maledizione
  - 33 carte Segnaposto (una per tipo più la carta Scarto)
  - 7 carte bianche
- il regolamento

Dominion è un gioco di carte di costruzione di un mazzo (o deckbuilding), che rappresenta il regno. I giocatori competono per raccogliere il mazzo di maggior valore, definito dall'ammontare totale di punti vittoria.
Ci sono quattro tipi principali di carte:
Carte punti vittoriache hanno un valori in punti vittoria che viene totalizzato alla fine del gioco per determinare il vincitore, ma che in genere non hanno alcun valore durante il gioco.
Carte maledizionesimile alle carte vittoria, ma con un valore negativo che conta contro il giocatore alla fine del gioco.
Carte tesorogiocate nella fase di acquisto per generare monete (e alle volte con altri effetti).
Carte regnoqueste possono essere carte azione che generano effetti durante il turno di un giocatore, permettendogli di ottenere altre carte, monete, acquisti o azioni, per liberarsi di carte o per influenzar gli altri giocatori. Carte azione che generalmente influenzano negativamente gli altri giocatori e carte reazione che possono essere giocate fuori dal proprio turno per reagire a un certo evento, come una carta attacco giocata da un altro giocatore.
Alcuni tipi di carte sono ibridi dei tipi indicati sopra, come carte regno-vittoria che possono essere giocate durante il turno di un giocatore, ma che conferiscono anche un certo numero di punti vittoria.

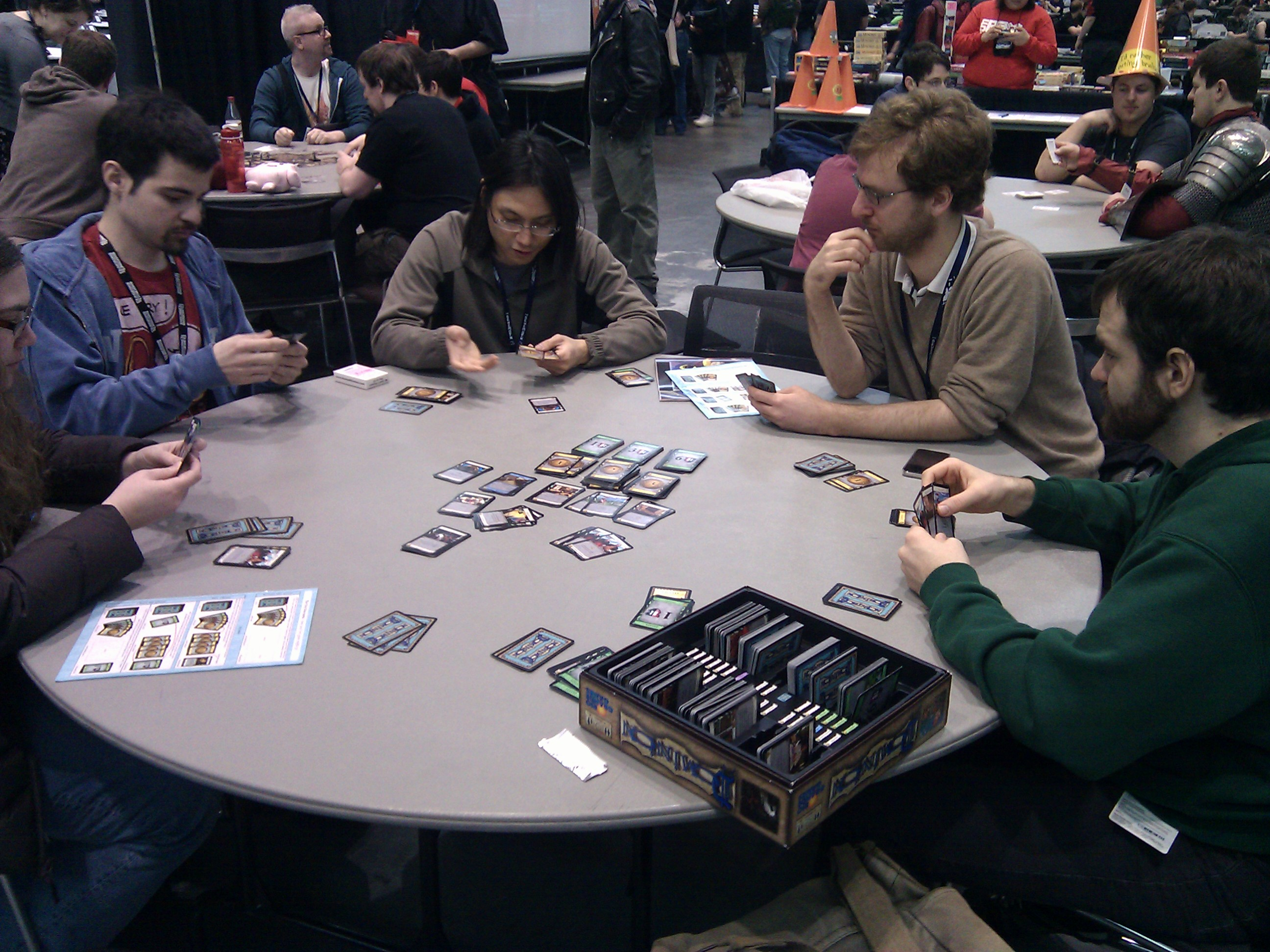
Una partita di Dominion in corso all'esposizione PAX East 2011

Il gioco viene sempre preparato con gli stessi mazzi base: tre mazzi di carte vittoria (Tenute che valgono un punto vittoria, Ducati che ne valgono tre e Province che ne valgono sei), un mazzo di carte maledizione e tre mazzi di carte tesoro (monete di rame, di argento e d'oro). A questi vengono aggiunti dieci mazzi di carte regno, che sono principalmente carte azione. Il regolamento offre degli insiemi possibili di carte regno da usare, ma i giocatori possono scegliere a piacere o anche in modo casuale. Le carte regno di alcune espansioni possono richiedere l'aggiunta di ulteriori mazzi, come le carte tesoro Pozione per alcune carte dell'espansione Alchimia. Infine ogni giocatore riceve lo stesso mazzo iniziale di dieci carte: sette monete di rame e tre carte vittoria Tenuta. Ogni giocatore mischia il proprio mazzo e pesca una mano di cinque carte.
Al proprio turno ogni giocatore esegue le seguenti fasi:
Fase azioneil giocatore può giocare una carta azione e ne segue le istruzioni. Poiché alcune carte azioni generano ulteriori azioni, il giocatore potrebbe eseguire una sequenza di più carte azioni, che generano monete, acquisti o altri benefici. Carte azioni non giocate non hanno effetti nel resto del turno.
Fase acquistoIl giocatore inizia la fase con un acquisto, più eventuali altri acquisti generati durante la fase azione. Per acquistare le carte il giocatore può usare le carte tesoro in mano per generare monete, così come le monete ottenute nella fase azione. Il giocatore può comprare un numero di carte dal tavolo pari al numero di acquisti disponibili, tutte le carte hanno un prezzo in monete indicato in basso a sinistra. Le carte comprate vengono aggiunte alla pila degli scarti del giocatore (che sarà mischiata in un nuovo mazzo quando quello corrente sarà esaurito). Un giocatore non è obbligato a usare tutti gli acquisti, né a spendere tutte le monete, ma monete e acquisti inutilizzati non vengono conservati per il turno successivo.
Fase di puliziaIl giocatore scarta tutte le carte ancora in mano e quelle che ha giocato nelle fasi precedenti nella pila degli scarti, quindi pesca una nuova mano di cinque carte dal suo mazzo.
Ogni volta che un giocatore deve pescare una carta dal suo mazzo, ma questo è esaurito, mischia la pila dei suoi scarti e la usa come nuovo mazzo. Alcune carte indicano di "eliminare" le carte, queste sono rimosse dal gioco permanentemente. Nel gioco base eliminare le carte è la sola maniera di impedire a delle carte indesiderate di essere rimischiate nel mazzo. Alcune delle carte delle espansioni forniscono altre maniere di rimuovere carte dal proprio mazzo.
Il gioco termina quando si verifica una delle due condizioni seguenti: il mazzo delle carte Provincia (le carte vittoria di maggior valore nel gioco base) è stato esaurito oppure tre altri mazzi sono stati esauriti. In quel momento i giocatori contano il numero di punti vittoria in mano, nel loro mazzo e nella loro pila degli scarti e il giocatore con il maggior numero di punti vittoria è il vincitore. Giocando con le espansioni possono essere introdotte altre condizioni di vittoria, ma generalmente sono basate su quando un certo tipo di carte è esaurito.
Generalmente la strategia migliore è di costruire un mazzo che massimizzi la probabilità di un giocatore di pescare una mano che fornisca 8 monete, con cui acquistare una carta Provincia, sebbene certe carte regno possano condurre a strategie alternative per la vittoria, come la carta giardini. I giocatori devono inoltre bilanciare il loro mazzo con il numero di carte vittoria pescate, generalmente queste non hanno alcun valore in gioco e diluiscono le carte tesoro e azione del giocatore, intasando le loro mani..

## Pubblicati
- Dominion - Nasce un regno (Dominion), 2008. Gioco base.
- Dominion - Intrigo (Intrigue), 2009. 500 carte, giocabile da solo. Presenta carte vittoria con un effetto in gioco.
- Dominion - Seaside (Seaside), 2009. 300 carte. Introduce carte con effetti che persistono nel turno successivo del giocatore.
- Dominion - Alchimia (Alchemy), 2010. 150 carte. Introduce carte che possono essere acquistate con una moneta aggiuntiva (la pozione), enfatizza la creazione di mazzi con molte carte azione.
- Dominion - Prosperity (Prosperity), 2010. 300 carte. Espansione incentrata su carte di valore superiore a quello del mazzo base, introduce le monete di platino.
- Dominion - Cornucopia (Cornucopia), 2011. 150 carte. Espansione centrata sul tema della varietà.
- Dominion - Nuovi orizzonti (Hinterlands), 2011. Enfatizza carte che hanno un effetto quando acquistate o ottenute, e carte che favoriscono mazzi non necessariamente ricche di carte Azione.
- Dominion - Secoli Bui (Dark Ages), 2012. 500 carte. Introduce carte che hanno effetti quando eliminate o che riguardano le carte eliminate, carte che si migliorano e modi di migliorare altre carte.[2]
- Dominion - Guilds, 2013. 150 carte. Introduce i gettoni moneta, che permettono di mettere da parte del potere d'acquisto per riutilizzarlo in un secondo momento.

Vaccarino pensava di smettere di espandere il gioco con regolarità dopo Dark Ages e Guilds, concedendo però che: «È comunque probabile che a un certo punto l'editore vorrà un'altra espansione e beh, mi piace essere amichevole. Così non posso garantire che Guilds sarà l'ultima espansione del gioco, ma per lo meno potete considerarla come il punto di divisione tra le espansioni regolari e quelle occasionali.»
- Dominion - Avventure (Adventures), 2015. 400 carte. La prima delle "espansioni occasionali", introduce vari nuovi tipi di carte, quali le carte Riserva, Viaggiatore ed Eventi. Include inoltre nuove carte Durata, già introdotte in Seaside.
- Dominion - Empires, 2016. 300 carte.
- Dominion - Nocturne, 2017. 500 carte.
- Dominion - Renaissance, 2018. 300 carte.

Carte Promozionali (mini espansioni composte da singoli set di carte):
- Inviato (Envoy), 2008
- Mercato nero (Black Market), 2009
- Gruzzolo (Stash), 2010
- Walled Village, 2011
- Governor, 2011
- Prince, 2014

## Premi e riconoscimenti
- 2006: BoardGameGeek Golden Geek, Gioco dell'anno[4];
- 2008
  - Meeples Choice Awards;
  - The Dice Tower Gaming Awards, Miglior gioco dell'anno[5];
- 2009
  - Mensa Select[6];
  - Origins Award, Miglior gioco di carte tradizionale[7];
  - Spiel des Jahres, Gioco dell'anno[8];
  - Deutscher Spiele Preis, Gioco dell'anno[9];
  - Premio À la Carte: Gioco di carte dell'anno;
  - Best of Show, Miglior gioco di carte;
- 2013: Hall of fame Origins Award[10];

## Campionato italiano di Dominion (BIG)
Organizzato dalla BIG dal 2018 coinvolge ogni anno centinaia di giocatori e appassionati da tutta Italia. Di seguito l'elenco delle edizioni con i relativi vincitori.
| Edizione | Anno | Sede della finale | Manifestazione    | Campione d'Italia | Secondo Classificato | Terzo Classificato |
| -------- | ---- | ----------------- | ----------------- | ----------------- | -------------------- | ------------------ |
| I        | 2018 | Caorle            | Caorle CON        | Serena De Angelis | Paola Gioni          | Carmine Vattimo    |
| II       | 2019 | Aosta             | Gioca Aosta       | Giorgio Grimaldi  | Giacomo Basili       | Jean Pierre Arnod  |
| III      | 2021 | Tavernelle        | Metauro War Games | Roberto Mirabella | Stefano Spadoni      | Davide Genestreti  |
| IV       | 2022 | Tavernelle        | Metauro War Games | Carmine Vattimo   | Mattia Brugia        | Lisa Tomasucci     |